# Srce u srcu
Srce u srcu (ili jednostavno Neda & Kamen na Kamen) je prvi album pjevačice Nede Ukraden izdan 1975. godine za ljubljansku radioteleviziju kao LP ploča.

## Popis pjesama
1. U mom kraju (2:26)
2. Lelija (2:22)
3. Zemlja nek' se kreće (1:51)
4. Zemljina teža (2:41)
5. Srce u srcu (3:08)
6. Selo maleno (2:46)
7. Jel' to taj (2:22)
8. Tri me momka prosila (2:53)
9. Mila majko (2:40)
10. Mezarje (3:16)
11. Suncokret (2:28)
12. U mom kraju (0:20)

## Suradnici
- Prateći sastav - Kamen na kamen
- Prateći vokali - Strune
- Prateći orkestar - RTV Ljubljana
- Dirigent - Mario Rijavec
- Aranžmani - Nikola Borota Radovan
- Orkestratori - Julio Marić, Gabor Lenđel
- Producenti - Nikola Borota Radovan, Dečo Žgur
- Tonmajstor - Vinko Rojc
- Kompozitori - Nikola Borota Radovan, Vlado Miloš (A6)
- Tekstopisci - Nikola Borota Radovan (pjesme: A1, A3, B1 do B3, B6), Rajko Petrov Nogo (pjesme: A2, A4, B5), Miodrag Žalica (pjesma: A5), Vlado Miloš (pjesma: A6), Džemaludin Latić (pjesma: B4)

## O albumu
Album "Srce u srcu" izdan je 1975. godine i prodan je u preko 300.000 primjeraka, a ovo ime dobio je prema singlu Srce u srcu s kojim se Neda 1975. godine predstavila na Opatijskom festivalu, iako je originalni naslov albuma bio "Neda & Kamen na Kamen". Najzapaženija pjesma albuma bio je upravo hit singl Srce u srcu s kojom se Neda trebala predstaviti na Euroviziji, ali je na kraju ipak na Euroviziju otputovala grupa "Pepel in kri" nakon nadglasavanja u finalu. Ova pjesma se našla u remake izdanju na kompilaciji hitova iz 2010. Radujte se prijatelji.

## Vanjske poveznice
- Album "Srce u srcu" na www.discogs.com